# 下宿人
『下宿人』（The Lodger: A Story of the London Fog）は、アルフレッド・ヒッチコックが1927年に監督した映画である。

## あらすじ
毎週火曜日に金髪美人を殺す謎の殺人鬼で騒然としているロンドン。貸部屋業をいとなむバウンティング家に入居を希望する謎の男がやってきた。

## スタッフ
- 監督: アルフレッド・ヒッチコック
- 助監督: アルマ・レヴィル
- 製作: マイケル・バルコン
- 脚本: アルフレッド・ヒッチコック、エリオット・スタナード
- 原作: マリー・ベロック＝ローンズ
- 撮影: バロン・ヴェンティミリア
- 美術: C.ウィルフレッド・アーノルド、バートラム・エヴァンズ
- 編集: イヴォール・モンタギュー
- 字幕: イヴォール・モンタギュー

## キャスト
- アイヴァー・ノヴェロ：下宿人
- ジューン：デイジー・バウンティング
- マリー・オールト：バウンティング夫人
- アーサー・チェスニー：バウンティング氏
- マルコム・キーン：ジョー・ベッツ（刑事）
- アルフレッド・ヒッチコック（カメオ出演）